# 南斯拉夫工会联合会

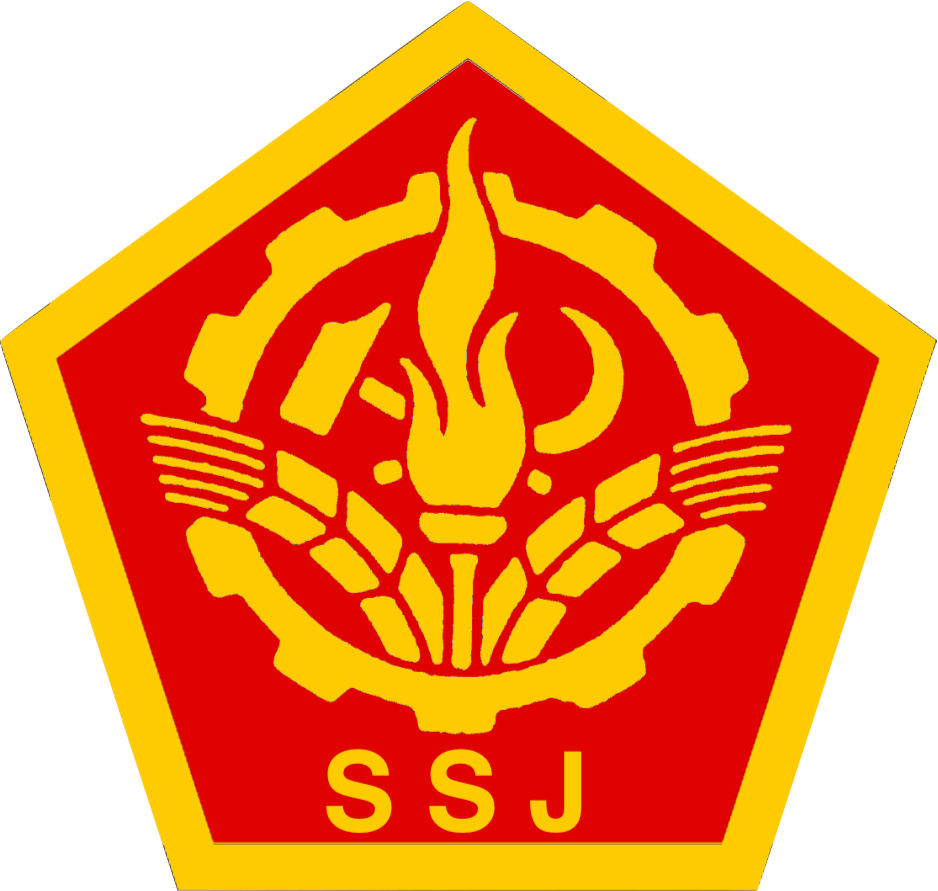
南斯拉夫工会联合会标志

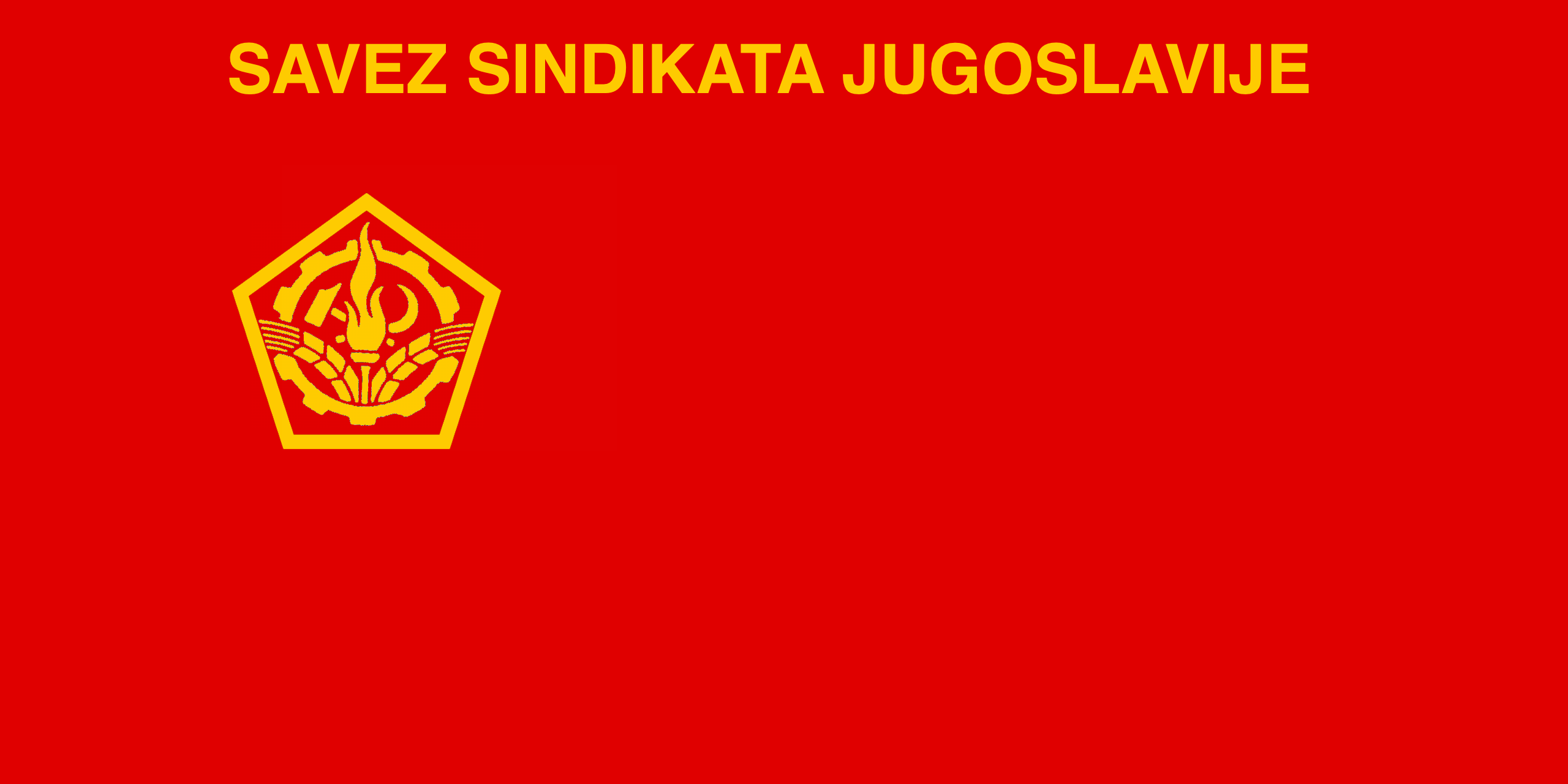
南斯拉夫工会联合会旗帜

南斯拉夫工会联合会（羅馬化：Savez sindikata Jugoslavije，缩写为SSJ）是南斯拉夫社会主义联邦共和国历史上的一个工会组织。
该组织成立于1945年1月25日，当时取名为南斯拉夫工人和职员统一工会。1948年10月28日，改名为南斯拉夫工会联合会。它既是工会的集中管理机构，也是南斯拉夫政府的社会政治机构。它是南斯拉夫劳动人民社会主义联盟（南斯拉夫共产主义者联盟领导的统一战线组织）中最有影响力的组织之一。除了协助南斯拉夫政府实施国内劳动计划外，该组织还积极派遣劳动者代表团前往其他国家，仅在1959年一年就派遣190个代表团。该组织与西方和东方的工会同时保持联系，并代表南斯拉夫参加国际劳工组织。1989年，该组织有618万名成员。
1990年，该组织瓦解，并被多个较小的组织取代，这些组织分布在南斯拉夫6个加盟共和国中，包括：斯洛文尼亚自由工会协会、塞尔维亚自治工会联盟、波斯尼亚和黑塞哥维那独立工会联盟、黑山独立工会联盟、马其顿工会联合会和克罗地亚自治工会联盟。